# Vitantonio Liuzzi
Vitantonio Liuzzi (născut pe 6 august 1981 la Locorotondo, Italia) este un fost pilot de Formula 1 de naționalitate italiană.

## Cariera în Formula 1
| Sezon | Echipă                       | Număr puncte | Loc clasament general |
| ----- | ---------------------------- | ------------ | --------------------- |
| 2005  | Red Bull Racing              | 1            | 24                    |
| 2006  | Scuderia Toro Rosso          | 1            | 19                    |
| 2007  | Scuderia Toro Rosso          | 3            | 18                    |
| 2008  | Force India Formula One Team | Pilot teste  | -                     |
| 2009  | Force India F1 Team          | 0            | -                     |
| 2010  | Force India F1 Team          | 21           | 15                    |
| 2011  | Hispania Racing F1 Team      | 0            | -                     |
| 2012  | HRT F1 Team                  | Pilot teste  | -                     |